# L'ambizione di James Penfield
L'ambizione di James Penfield (The Ploughman's Lunch) è un film del 1983 diretto da Richard Eyre.

## Trama
James Penfield è un giornalista che ha fatto carriera. Ora è finito in bancarotta e si ritrova con un gruppo di altri scrittori nel mezzo delle controversie britanniche al tempo della guerra delle Falkland.

## Produzione
Il film include immagini di repertorio e audio originale di parte dell'intervento pronunciato durante il congresso del Partito Conservatore dell'8 ottobre 1982 da Margaret Thatcher. 